# Franciaország admirálisa

Franciaország admirálisának váll-lapja

Franciaország admirálisa vagy főadmirálisa (franciául (grand) amiral de France) középkori eredetű udvari, majd állami főméltóság, a francia haditengerészetnél elérhető legmagasabb rang. Nem rendfokozat, hanem cím és méltóság, hasonlóan a szárazföldi haderőknél használatos ekvivalenséhez, a marsallsághoz. Utóbbihoz hasonlóan viselőjét hét, váll-lapon viselt csillag illeti meg (szemben a legmagasabb tényleges rendfokozat, a tengernagy/admirális öt csillagával). A kitüntető címet utoljára François Thomas Tréhouart (1798–1873) kapta meg 1869-ben, ám a törvényi lehetőség továbbra is adott az adományozására.

## A középkori királyság idején
Az admirális (franciául amiral) megnevezés az arab „amír al-bahr” (tengeri parancsnok) megnevezésből ered, ami először az araboktól elhódított Szicíliai Királyságban honosodott meg a normann korszakban, majd innen terjedt tovább a Genovai Köztársaságba és Franciaországba. Francia viszonylatban 1248-ban jelent meg a tisztség, IX. Lajos királysága idején, egy, a hetedik keresztes hadjárat kapcsán Genovába írt üzenetben. A francia admirálisok az első időszakban alkalmi, rövid megbízásokat láttak el konkrét tengeri hadműveletek kapcsán. A tisztség a 14. századra állandósult. VI. Fülöp francia király 1341-ben Louis de La Cerdát, Talmont grófját Franciaország admirálisává nevezte ki. Ez a hadfőparancsnoki (connétable-i) méltóság mintájára történt; utóbbi ekkor vesztette el jogait a haditengerészet vonatkozásában az admirális javára. 1373-ban V. Károly rendeletében az alábbi feladatköröket bízta Franciaország admirálisára: a hadihajók felfegyverzése, a tengerészek ellátása, a tengeri rendfenntartás és a partvidékek védelme. Fontos megjegyezni, hogy sokáig csupán a La Manche partvidékén lévő északi Pikárdia és Normandia, valamint a nyugati Aunis és Saintonge tartományok tartoztak a felügyelete alá, ugyanis Bretagne, Guyenne és Provence tartományoknak saját admirálisaik voltak.

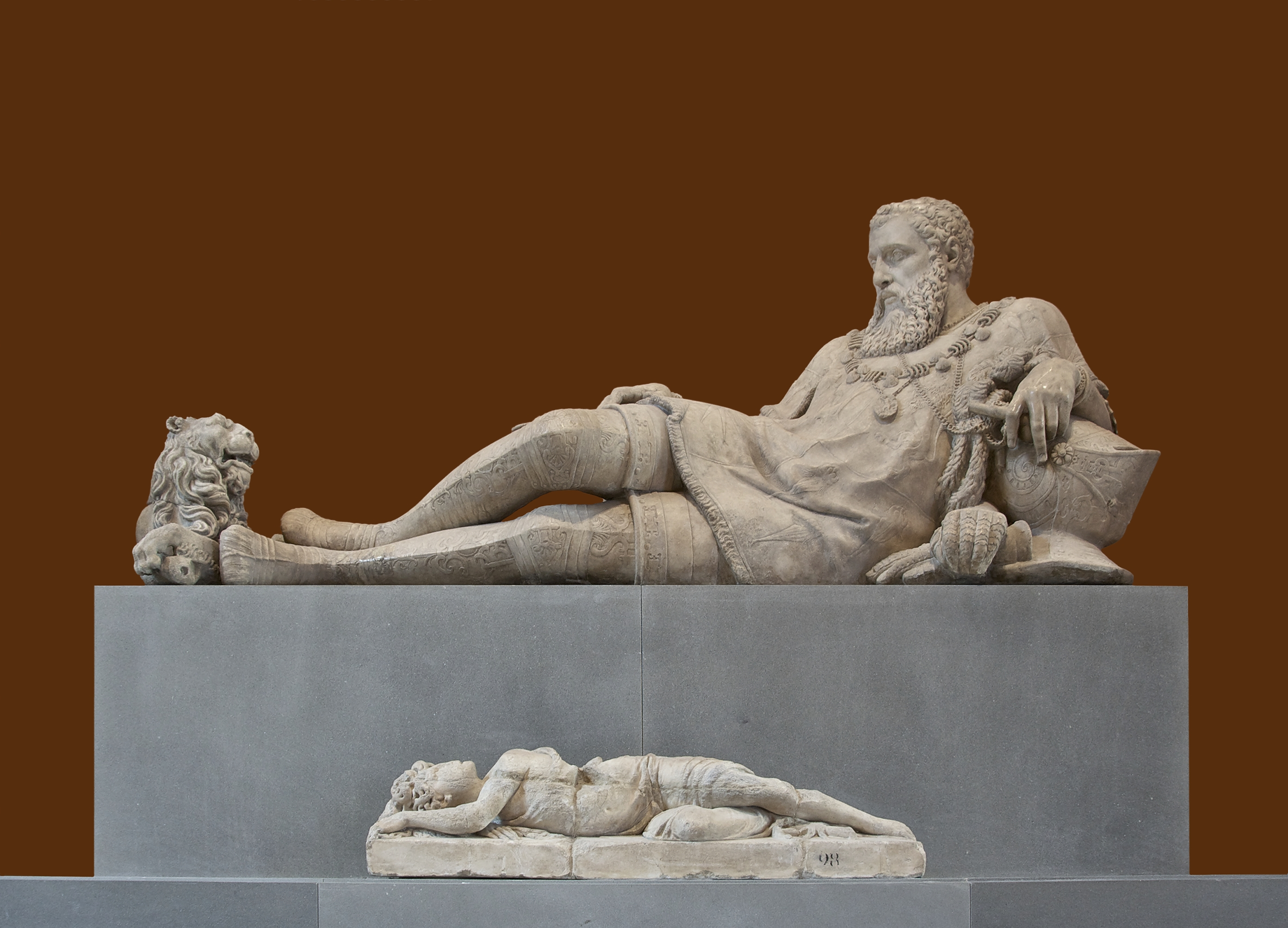
Philippe Chabot, Brion grófjának (1492–1543) síremléke a Louvre-ban. Chabot 1525-ben lett Franciaország admirálisa.

Franciaország admirálisai bírói hatalommal is rendelkeztek, hasonlóan a connétable-okhoz és a marsallokhoz. Az általa vezetett bíróságot admiralitási széknek (siège de l’amirauté) vagy – a connétable-i, valamint erdő- és vízügyi bíróságokhoz hasonlóan – márványasztalnak (table de marbre) nevezték. Székhelye Párizsban volt, de Rouenban is létrehoztak egy általános hatáskörű széket, továbbá nagyjából ötven darab helyi illetőségű admirálisi bíróságot a partvidékeken. Ezek a bíróságok a halászat, korzártevékenység, továbbá a kikötőkben elkövetett vétségek és bűncselekmények tekintetében ítélkezhettek. Franciaország admirálisa első fokon polgár- és büntetőjogi ügyekben ítélkezhetett, emellett a helyi admiralitások ítéleteivel szemben feljebbviteli bíróságként működött. Ítélkezett továbbá a korzárzsákmányok érvényessége vonatkozásában is.
Franciaország admirálisa a korona főméltóságai közé tartozott; az udvari hierarchiában közvetlenül megelőzték a marsallokat. A méltóság jelentős jövedelmekkel járt, ugyanis az admirálisok többek között részesültek az admirálisi székek által kiszabott bírságokból és elkobzott javakból, a roncsokból, hajótörésekből és kikötési jogokból származó bevételekből, illetve a hadizsákmány tizedéből. A kitüntető pozíciót ennek megfelelően a kora újkorban jellemzően nem tengerészek viselték, és a legtöbben soha nem irányítottak hajóhadakat. A flotta tényleges irányításában az 1497-től kinevezett ún. gályatábornokok (généraux des galères), majd az 1588-ban létrehozott haditengerészeti államtitkárság játszott kulcsszerepet.
A főméltóság feladata az volt, hogy háború idején a kereskedőhajók felhasználásával összeállítsa, felfegyverezze, legénységgel és ellátmánnyal lássa el a flottát, továbbá korzárokat (állami szolgálatban álló kalózokat) béreljen fel az ellenség kereskedelmi hajóinak fosztogatására. Békeidőben tengeri kereskedelem és a kereskedőflotta, illetve a nem állandó jelleggel létező hadiflotta fenntartása volt rábízva. 

## A Bourbon-korban
Az admirális méltóság 1627-ben megszűnt, amikor a teljhatalmú Richelieu bíboros megkapta az újonnan létrehozott hajózási nagymesteri (grand-maître de la navigation) hivatalt, hogy saját kezébe összpontosítsa a haditengerészet feletti teljes hatalmat. XIV. Lajos 1669. november 12-én kelt ediktumával ismét létrehozta Franciaország admirálisának méltóságát, ezúttal lényegében tiszteletbeli és jövedelmet biztosító rangként. Ekkorra szűntek meg a tartományi admiralitások is: az elsőként ekkor szabályozott hierarchiában Franciaország admirálisát a guyenne-i és provence-i admirálisokat felváltó egy-egy nyugati és keleti viceadmirális (altengernagy) és egy-egy helytartó, valamint rajparancsnokok segítették.
Az első új admirális a király kétesztendős törvénytelen fia, a Madame de La Vallière-től származó Louis de Bourbon, Vermandois grófja lett. Előbbi 1683-ban betegségben elhunyt, ekkor féltestvére, a király egy másik fattya, a Madame de Montespantól származó, ötesztendős Louis Alexandre de Bourbon toulouse-i gróf kapta meg a címet. Az ő idején, 1693-ban történt meg az addig elméletben független, bár jó ideje betöltetlen bretagne-i admiralitás beolvasztása a központi admiralitásba. Ő érdeklődést mutatott a hivatal iránt, pl. elnökölte az Orléans-i Fülöp régenssége idején létrehozott, haditengerészetért felelős poliszinódiát (kollegiális minisztérium). 1737-ben bekövetkezett halála után fia, az akkor 12 éves Louis de Bourbon, Penthièvre hercege lett Franciaország admirálisa, aki egészen a méltóság 1791. május 15-én történt megszüntetéséig, 54 éven át viselte azt. Az admiralitások a 18. század második felére egyébként teljes mértékben a haditengerészeti államtitkárság fennhatósága alá kerültek.

## Újkori újjáéledés
A francia forradalom során létrejött alkotmányozó nemzetgyűlés megszüntette az admiralitást. Napóleon 1805-ben császári rendelettel sógorát, Joachim Murat-t nevezte ki birodalmi főadmirálissá, ami közelítőleg azonos volt a korábbi méltósággal. A Bourbon-restauráció idején, 1814-ben az ancien régime számos intézménye között helyreállították Franciaország admirálisának rangját is, és az 1814. május 25-én kelt rendeletben szabályozták a jogköreit. Az újfent névleges címet XVIII. Lajos király unokaöccse, Lajos angoulême-i herceg kapta meg. 1830-ban, Lajos Fülöp trónra lépésekor királyi rendeletben mondták ki, hogy Franciaországnak három admirálisa lehet, egyben első ízben kimondták az admirálisi és marsalli címek egyenjogúságát. (Ez abban is kifejeződött, hogy 1837-től kezdve az admirálisok marsalli egyenruhát és marsallbotot viseltek.)
Ettől kezdve nem a királyi ház tagjai viselték a címet. A II. Köztársaság idején, 1848 és 1854 között nem neveztek ki admirálisokat, majd III. Napóleon idején ismét feléledt a cím; a császár nyolc admirálist nevezett ki uralkodása alatt, utolsóként 1869-ban François Thomas Tréhouart kapta meg a kinevezést. Ebben az időben a marsallokhoz hasonlóan a tengernagyok is a szenátus tagjai lettek. A III. Köztársaság idején sokáig nem neveztek ki új admirálisokat, de magát a méltóságot nem szüntették meg. A 19. század végéig több jogszabályban is említették a pozíciót, de a századfordulóra kikopott a használatból; egyes altengernagyok 1900-tól megbízott flottaparancsnoki megbízást kapva gyakorlatilag admirálisként tevékenykedhettek.

## A flottatengernagyi rang
1937-ben a haditengerészet újonnan kinevezett vezérkari főnöke, François Darlan altengernagy kezdeményezte a tábornoki rendfokozatok reformját, amiben a légierő vezetése is támogatta. Arra hivatkozva, hogy egyrészt a francia szárazföldi, tengeri és légi haderő körében nincs meg az ekvivalencia, továbbá hogy tengernagyok hiányában Franciaország tekintélye csorbát szenved a nemzetközi színtéren, javasolták a megbízott admirálisok kinevezését. A politikai vezetés azonban ellenállt a haderő kezdeményezésének, így az 1939. június 6-án a tárgyban született törvényerejű rendelet semmilyen módon nem változtatta meg a rendfokozatok rendszerét, pusztán „különleges megnevezéseket” hozott létre a szárazföldi erők számára, míg a haditengerészet számára létrejött az admirálisi és a hajóraj-altengernagyi „rang és megnevezés”. 1939. június 24-én Darlant rendeletileg (1937. január 1-jéig visszamenőlegesen) tengernagyi rangra emelték és megkapta az addig nem létező flottatengernagyi (amiral de la flotte) címet, egyben ő lett a francia haditengerészet főparancsnoka. A szabályozás a marsallokéval azonos tiszteletadást írt elő a flottatengernagy számára. 1942 áprilisában, már a Vichy-kormány idején Philippe Pétain államfő Darlant nevezte ki a francia haderők főparancsnokává. Az ezt magába foglaló rendelet értelmében a flottatengernagyság rendfokozattá is vált. Darlan 1942-es átállása és halála után flottaadmirálist nem neveztek ki, és egyedül az indokínai főparancsnok, Georges Thierry d’Argenlieu hajóraj-altengernagy kapott admirálisi rangot és megnevezést 1946–1947 folyamán.
Az 1966-os törvényi szabályozás végül a tengernagyságot a marsallsággal együtt állami méltósságá nyilvánította, és ez azóta változatlan.

## Bibliográfia
- B. Barbiche, Les Institutions de la monarchie française à l'époque moderne, Presses universitaires de France, 1999.